# Jörg Kleudgen

Jörg Kleudgen

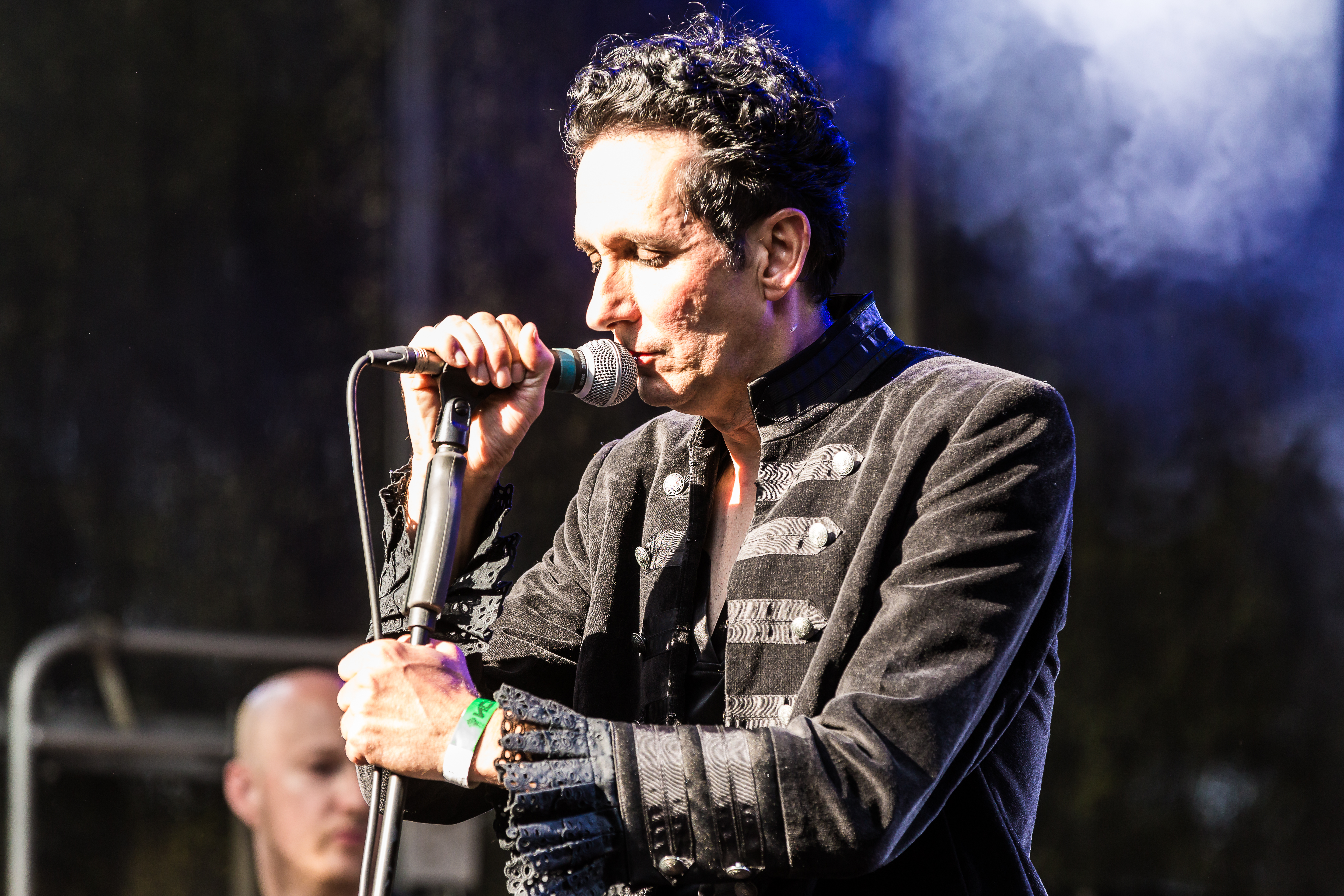
Jörg Kleudgen mit The House of Usher auf dem Nocturnal Culture Night 2018

Jörg Kleudgen (* 20. Juli 1968 in Zülpich) früher auch Jörg Bartscher-Kleudgen, ist ein deutscher Schriftsteller, Herausgeber sowie Musiker und Sänger der Gothic-Rock-Band The House of Usher. Er ist Mitbegründer sowie ehemaliger Redakteur des Gothic – Magazine for Underground Culture und des Labels Équinoxe Records, unterhält den Kleinverlag für phantastische Literatur Goblin-Press und ist Herausgeber des Phantastik-Magazins Cthulhu Libria Neo.

## Leben
Seine Begeisterung für die phantastische Literatur entdeckte er zusammen mit seinem Schulfreund Kai Meyer. Großen Einfluss hatten hierbei Schriftsteller wie H. P. Lovecraft oder Edgar Allan Poe. Zu Beginn der 1990er Jahre begann er während eines Architekturstudiums, seine eigene schriftstellerische und musikalische Arbeit in professionellere Bahnen zu lenken.
Er veröffentlichte einen Reiseführer über sagenumwobene und märchenhafte Plätze in der Eifel-Mosel-Region sowie mehrere Bücher mit Kurzgeschichten und schrieb sowohl alleine als zusammen mit anderen Autoren wie Uwe Voehl, Michael Knoke und Alisha Bionda Romane und Anthologien.
Ebenso schuf er mit der Kurzgeschichtensammlung Cosmogenesis einen eigenständigen Kosmos der phantastischen Ängste.
Inspiriert von der Phantastik war auch die Namensgebung der von ihm und Gitarrist Markus Pick gegründeten Gothic-Rock-Band The House of Usher, die sich auf Poes Novelle Der Untergang des Hauses Usher bezieht.
Das von Kleudgen 1998 mit Thorsten Kübler ins Leben gerufene Schallplattenlabel Équinoxe Records hat sich ebenfalls auf Gothic Rock spezialisiert und Bands wie  Ikon, Reptyle, Mystigma, Sweet Ermengarde, Avaritia und Neon Dream veröffentlicht.
Kleudgen wurde dreimal mit dem Vincent Preis für den Besten Roman ausgezeichnet, nämlich 2011 zusammen mit Michael Knoke für Totenmaar, 2013 für Saburac und 2015 für Teatro Oscura. Außerdem erhielt er 2012 für Goblin Press, die Förderung junger Autoren und die Literaturseiten in den Musikmagazinen Gothic & Gothic grimoire den Sonderpreis.

## Werke

### Einzeltitel
- Der Fluch von Mayfield, Novelle, Goblin-Press, 1996
- Der Nachtmahr, Roman, Goblin-Press, 1997
- Cosmogenesis, Kurzgeschichtensammlung, Goblin-Press, 1999
- Die Rückkehr des Nachtmahrs, Roman, Goblin-Press, 1999
- Die Schwarzen Führer, Band Eifel-Mosel, Eulen-Verlag 2002, ISBN 978-3-89102-434-8
- Stella Maris, Novelle, Goblin Press 2011
- Saburac, Novelle, Goblin Press 2013
- Die Chroniken von Kull, Erzählungen, Edition CL 2014
- Die Horror-Fabrik, Novelle, Goblin Press 2015
- Teatro Oscura, Roman, Edition CL 2015

### Herausgegebene Anthologien
- Nacht über Arkham. Kurzgeschichte in Arkham  (Hrsg. Jörg Bartscher-Kleudgen), Goblin-Press 1998
- Im Felsenmeer. Kurzgeschichte in Liber XIII (Hrsg. Jörg Bartscher-Kleudgen), Goblin-Press 1999
- Necrologio (Hrsg. Jörg Bartscher-Kleudgen), Blitz-Verlag, 2009
- Ulthar - Ein Reiseführer (Hrsg. Jörg Kleudgen), Basilisk Verlag, 2015

### Serienromane
Wolfgang Hohlbeins Schattenchronik:
- Blutopfer, Roman mit Alisha Bionda, Blitz/Weltbild 2005
- Der Schattenkelch, Roman mit Alisha Bionda, Blitz/Weltbild 2006
- Zorn des Drachen, Roman mit Alisha Bionda, Blitz/Weltbild 2006
- Das Seelentor, Roman mit Alisha Bionda, Blitz/Weltbild 2006
- Der Vampir von Düsseldorf, Roman mit Alisha Bionda, Blitz/Weltbild 2006
- Vabanque, Roman mit Alisha Bionda, Blitz/Weltbild 2006
- Der Sturz des Drachenthrons, Roman mit S.H.A. Parzzival, Blitz/Weltbild 2006
- Hardrock Vampire, Roman, Blitz-Verlag, 2010

### Arbeiten in Kooperation
- 365 Grad, Roman mit Boris Koch, Goblin-Press, 1997
- Hagazussa, Roman mit Marco Meier, Goblin-Press, 2001
- Cassinis Gesänge, Roman mit Uwe Voehl und Michael Knoke, Goblin-Press, 2003
- Halligspuk, Kurzgeschichten mit Uwe Voehl, Goblin-Press, 2004

### Beiträge in Anthologien
- Graudruck 1810. Kurzgeschichte in Pfade ins Phantastische (Hrsg. Jörg Martin Munsonius), EDFC, Passau, 1996
- Inferno. Kurzgeschichte in Weltuntergänge - en detail (Hrsg. Franz Rottensteiner), Aarachne 2000
- Die dreizehnte Kammer. Kurzgeschichte in Allem Fleisch ein Greuel (Hrsg. Boris Koch), Medusenblut, 2004
- Refugium. Kurzgeschichte in Liber Vampirorum-Ressurrected (Hrsg. Christian von Aster), Midas, 2005
- Der Fluch von Mayfield. Novelle, Überarbeitung durch Boris Koch in: Der dünne Mann (Hrsg. Wolfgang Hohlbein & Alisha Bionda), 2006
- Nicht von dieser Welt. Kurzgeschichte in Gothic (Hrsg. Boris Koch), Beltz & Gelberg, 2009
- Rabea. Kurzgeschichte in Gothic 2 (Hrsg. Boris Koch), Beltz & Gelberg, 2010